# Hipólito Yrigoyen
Juan Hipólito del Sagrado Corazón de Jesús Yrigoyen Alen (Buenos Aires, 12 de julho de 1852 — Buenos Aires, 3 de julho de 1933) foi um político argentino, por duas vezes presidente de seu país (1916-1922 e 1928-1930).

## Biografia
Hipólito Yrigoyen era filho de Martín Yrigoyen Dolhagaray, francês de Sare e de Marcelina Antonia Alen Ponce, argentina de Buenos Aires, irmã de Leandro N. Alem, fundador da União Cívica Radical (UCR).
Yrigoyen ingressou na faculdade de direito mas não chegou a se formar. Sempre interessado pela vida política, aceitou alguns cargos administrativos menores no governo e foi comissário de polícia em um dos distritos de Buenos Aires de 1872 a 1877. Influenciado por seu tio Leandro Além, elegeu-se deputado provincial em Buenos Aires. Depois da turbulência política de 1880, passa vários anos ausente da política.
Em 1893, assume a presidência da União Cívica Radical na província de Buenos Aires. Logo depois da morte de seu tio Leandro em 1896, assume a liderança do partido. A UCR segue a política de abster-se de participar tanto das eleições, como do governo até que se satisfaçam suas reivindicações por um sistema eleitoral mais amplo, eleições livres e honestidade no governo. Assume como política, uma postura de total oposição ao regime, que alternava no governo, distintos setores conservadores. Seu zelo levou o seu partido à ação armada em 1893 e 1905. Mais tarde, orienta sua ação de forma não violenta mediante a abstenção revolucionária. Logo depois da promulgação da Lei Sáenz Peña em 1912, que estabelecia o sufrágio obrigatório, secreto e universal (ainda que excluindo as mulheres), os radicais iniciam sua ação política e elegem Yrigoyen para presidente em 1916.

## Primeiro mandato (1916-1922)
Seu primeiro período na presidência foi contemporâneo à difícil época da Primeira Guerra Mundial. Preservou a neutralidade da Argentina, mas o país sofreu transtornos econômicos, pois seus habituais compradores europeus não podiam transportar as mercadorias. Quando a situação se normalizou e as demandas do mercado voltaram a crescer, Yrigoyen, precursor do nacionalismo econômico, tratou de elaborar acordos comerciais que beneficiaram os agricultores e comerciantes argentinos. Enviou também um representante à assembleia da Liga das Nações mas o trouxe de volta ao perceber que as sugestões argentinas estavam sendo ignoradas.
Na política interna, a posição de Yrigoyen foi dificultada pelo fato de que o Congresso e quase todas as províncias permaneciam sob o domínio conservador. Exerceu seus poderes constitucionais de intervenção em vinte oportunidades, eventualmente mais de uma vez na mesma província. Seus opositores o acusaram de usar seu poder com fins políticos para fortalecer a UCR. Em 1919, as tensões sociais aumentaram com uma série de greves, reprimidas energicamente pelo governo, que recorreu à ajuda das forças armadas.
Uma reforma importante que aconteceu durante este período foi das universidades. As faculdades, que eram acusadas de apoiar os interesses oligárquicos, foram despojadas de grande parte de seu poder e a administração universitária tornou-se mais democrática. Surge um movimento estudantil em Córdoba, conhecido como a Reforma Universitária de Córdoba. Suas conquistas se estendem a todo o país e influenciam também o continente. Nacionalizam-se e são fundados novos institutos de ensino superior. É também criado o Yacimientos Petrolíferos Fiscales (YPF) e é sancionado o descanso dominical. Yrigoyen tem o apoio popular, porém a maioria opositora impede no Congresso quase todas as suas iniciativas transformadoras. A imprensa e os governos do interior do país permanecem seus adversários, pois continuam com a orientação conservadora anterior.
Em 1922 Yrigoyen passou a presidência a Marcelo Torcuato de Alvear, também da UCR, mas permaneceu influente politicamente como presidente do partido.

## Segundo mandato (1928-1930)
O segundo período na presidência de Yrigoyen foi breve, com um presidente já de idade avançada (75 anos). Assume em meio ao entusiasmo popular mas com a saúde debilitada, com pouca capacidade de ação.
Em 1929 ocorre nos Estados Unidos a Grande Depressão que provoca uma crise no comércio e na produção mundial, deixando milhões de trabalhadores desempregados. Os efeitos desta crise econômica chegam ao país justamente quando Yrigoyen é atacado pela oposição conservadora, mobilizando e influenciando a sociedade. O governo perde prestígio não apenas entre grupos civis mas também nas Forças Armadas que já vinham se preparando para uma Revolução, que acontece em 6 de setembro de 1930, com um golpe de estado liderado pelo tenente-general José Félix Uriburu. Yrigoyen delega o cargo ao seu vice, Enrique Martínez e se refugia em La Plata, onde assina sua renúncia em 8 de setembro de 1930. Permanece detido na Ilha Martín García até 1932, quando recebe indulto. Morre no ano seguinte em Buenos Aires, no dia 3 de julho de 1933 e seu cortejo fúnebre foi acompanhado por uma grande multidão, entristecida também pela perda da ordem constitucional no país pela primeira vez.